# Ebarrius interstinctus
Ebarrius interstinctus är en insektsart som beskrevs av Franz Xaver Fieber 1869. Ebarrius interstinctus ingår i släktet Ebarrius och familjen dvärgstritar. Utöver nominatformen finns också underarten E. i. sofiae.